# محمد الحسن (بازیکن فوتبال، زاده ۱۹۹۲)
محمد الحسن (انگلیسی: Mohammed Alhassan؛ زادهٔ ۵ ژوئن ۱۹۹۲) بازیکن فوتبال اهل غنا است.
وی همچنین در تیم ملی فوتبال غنا بازی کرده است.